# K-119 Woroneż
K-119 Woroneż – rosyjski okręt podwodny z napędem jądrowym projektu 949A (seria: Antej, kod NATO Oscar II) przeznaczony do zwalczania dużych jednostek nawodnych, zwłaszcza zachodnich lotniskowców. 

## Historia
Budowę K-119 „Woroneż” rozpoczęto w stoczni Siewiernoje Maszynostroitielnoje Priedprijatije (Siewmasz) w Siewierodwińsku koło Archangielska w lutym 1986 roku i ukończono w grudniu 1988 roku. Przydzielony został do Floty Północnej. Zewnętrzna warstwa zrobiona jest ze stali o wysokiej zawartości niklu i chromu. Taki stop jest odporny na korozję i ma słabe właściwości magnetyczne, co utrudnia wykrycie go przez lotnicze detektory anomalii magnetycznych (MAD) oraz czujniki min magnetycznych. Wewnętrzna warstwa wykonana jest z 5-centymetrowej grubości stali. Od 2009 roku przechodził remont.

## Problemy
Okręt nie należał do udanych, w latach 1990–1991 przechodził remont wynikający z deformacji źle wykonanego wału, również między 2004 a 2006 rokiem wielokrotnie trafiał do stoczni Zwiezdoczka na naprawy. Ostatecznie w 2006 r. zdecydowano o przeprowadzeniu remontu obejmującego turbiny główne, oraz wymianę prętów paliwowych. Remont i prace modernizacyjne rozpoczęto dopiero w marcu 2009 r.